# Capua
Capua község (comune) Olaszország Campania régiójában, Caserta megyében. A Capuai főegyházmegye érseki székhelye.  A várost gyakran összetévesztik a szomszédos Santa Maria Capua Veterével, amely a 841-ben elpusztított ókori Capuae helyén alakult ki.

## Fekvése
A megye központi részén fekszik,, Nápolytól 25 km-re északra, a Campaniai-síkság északkeleti részén. Határai: Bellona, Caserta, Castel di Sasso, Castel Morrone, Grazzanise, Pontelatone, San Prisco, San Tammaro, Santa Maria Capua Vetere, Santa Maria la Fossa és Vitulazio.

## Történelme
Az ókori Capuae városát 841-ben 841-ben I. Radelchis beneventói herceg által felbérelt szaracén portyázók felégették a várost, csak a Santa Maria Maggiore-templom maradt épségben. A várost 856-ban építették újra, néhány kilométerrel távolabb az egykori településtől, amely helyén a későbbiekben egy másik település (Santa Maria Capua Vetere) alakult ki.
I. Atenulf 900-ban elfoglalta Beneventót és egyesítette a longobárd hercegségeket, amelyeket 981-ben Pandulf ismét felosztott fiai között. Ezek után Capua felülmúlta Beneventót és Salerno legfőbb ellenfele lett. IV. Pandulf uralkodása alatt a Capuai Hercegség a normannok segítségét kérte a Nápolyi Hercegség ellen vívott háborúban. A normannok a kezdeti sikerek után azonban átálltak  IV. Sergius nápolyi herceg oldalára. Pandulf halála után a hercegséget fiai irányították, akik 1058-ban kénytelenek voltak behódolni I. Roger normann seregeinek. I. Roger leszármazottjai 1156-ig uralkodtak Capuában, amikor a város a Szicíliai Királyság része lett.  A következő századokban nemesi birtok volt. A 19. században nyerte el önállóságát, amikor a Nápolyi Királyságban felszámolták a feudalizmust.

### Magyar vonatkozások
1347 novemberében, miután minden diplomáciai lehetőséget kihasznált, I. Lajos magyar király haddal indult a Nápolyi Királyság ellen. Egyik alvezére, Niccolo Gaetano gróf a hadjárat első csatájában Capua városánál, a Volturno folyó egyik átkelőjénél 1348. január 11-én tönkreverte a Tarantói Lajos által vezetett nápolyi sereget. Az ütközet idején I. Lajos Benevento közelében tartózkodott a főseregével, mivel Gaetano gróf feladata eredetileg csak elterelő hadművelet lett volna, hogy a király vezette fősereg vonulását fedezze.
A capuai összeomlás hírére a nápolyi zsoldosok elszökdöstek Capua városából, amelyet a város parancsnoka, Altavilla gróf kénytelen volt megadni Gaetano grófnak. A csata után néhány nappal előbb I. Johanna nápolyi királynő, majd férje, Tarantói Lajos is elmenekült a királyságból, így az a capuai győzelemmel minden további kardcsapás nélkül a magyar király kezébe került. I. Lajos seregével január 16-án vonult át Capua városán Aversa felé menet.

## Népessége
A népesség számának alakulása:

## Főbb látnivalók
- Santi Stefano e Agata-katedrális
- Santa Caterina-templom
- Santa Maria delle Grazie-templom
- Ponte Romano (római kori híd)
- Castrum Lapidum (normann kori vár)
- Palazzo del Municipio
- Castello di Carlo V (Anjou-kori vár)
- Palazzo Antignano
- Palazzo Fieramosca
- Palazzo Friozzi-Azzia
- Palazzo Lanza
- Palazzo Rinaldi-Campanino
- Palazzo Rinaldi-Milano
- középkori várfalak, bástyák és kapuk